# Chlum (okres Česká Lípa)
Chlum (německy Klum) je obec v okrese Česká Lípa v Libereckém kraji, asi dvanáct kilometrů jižně od České Lípy. Obec má části Chlum, Drchlava, Hradiště a Maršovice. Celkem v nich žije 290 obyvatel.

## Historie
Název Chlum se pravděpodobně odvozuje od polohy sídla na jihozápadním úpatí Maršovického vrchu. První písemná zmínka o obci pochází z roku 1264. Ve 13. století tu sídlila plebanie, zanikla během husitských válek. 
Obec se stala v 17. století jako součást panství Jestřebí majetkem rodu Kouniců. V té době byly zavedeny také samostatné matriky pro Chlum (začínají k roku 1673) a jsou vedeny i nadále, přestože Chlum zůstává filiální k Pavlovicím.

## Obyvatelstvo
Při sčítání lidu v roce 1921 ve vsi žilo 465 obyvatel (z toho 221 mužů), z nichž bylo šest Čechoslováků, 457 Němců a dva cizinci. Kromě dvou evangelíků se hlásili k římskokatolické církvi. Podle sčítání lidu z roku 1930 měla vesnice 480 obyvatel: třináct Čechoslováků, 465 Němců a dva cizince. Většina (472 osob) byla římskými katolíky, ale ve vsi žili také čtyři evangelíci, tři příslušníci nezjišťovaných církví a jeden člověk bez vyznání.

## Pamětihodnosti
- Nejstarší stavbou obce je původně farní kostel sv. Jiří, později filiální kostel farnosti Pavlovice. Je to barokní stavba z let 1739 až 1740; roku 1863 byla přistavěna novorománská věž. Kostel je památkově chráněný.[7] V 90. letech byl zdevastován a veškeré zařízení z něj bylo poškozeno nebo ukradeno. Kostel je v majetku obce a pokračuje jeho rekonstrukce.
- Kamenná brána u domu čp. 111
- Boží muka u domu čp. 94
- Roubené a zděné usedlosti